# 小山須走テレビ中継局
小山須走テレビ中継局（おやますばしりテレビちゅうけいきょく）は、静岡県駿東郡小山町に開局したデジタルテレビ放送の中継局である。

## 所在地
- 小山町須走（西之砂）[1][2][3][4][5]

## デジタルテレビ中継局概要
| リモコン 番号 | 放送局名            | チャンネル 番号 | 空中線 電力 | ERP   | 偏波面   | 放送対象地域 | 放送区域 内世帯数 | 運用開始日     |
| ------------- | ------------------- | --------------- | ----------- | ----- | -------- | ------------ | ----------------- | -------------- |
| 1             | NHK静岡 総合        | 34              | 100mW       | 450mW | 水平偏波 | 静岡県       | 約1,700世帯       | 2010年12月24日 |
| 2             | NHK静岡 教育        | 39              | 100mW       | 450mW | 水平偏波 | 全国         | 約1,700世帯       | 2010年12月24日 |
| 4             | SDT 静岡第一テレビ  | 30              | 100mW       | 450mW | 水平偏波 | 静岡県       | 約1,700世帯       | 2010年12月27日 |
| 5             | SATV 静岡朝日テレビ | 32              | 100mW       | 450mW | 水平偏波 | 静岡県       | 約1,700世帯       | 2010年12月27日 |
| 6             | SBS 静岡放送        | 51              | 100mW       | 450mW | 水平偏波 | 静岡県       | 約1,700世帯       | 2010年12月27日 |
| 8             | SUT テレビ静岡      | 52              | 100mW       | 450mW | 水平偏波 | 静岡県       | 約1,700世帯       | 2010年12月27日 |

## 放送エリア
- 小山町の一部[3][4][5]

## 歴史
- 予備免許交付
  - 2010年11月11日 - NHK[3]
  - 2010年12月9日 - 民放局[4]
- 試験放送開始
  - 2010年11月15日 - NHK
  - 2010年12月15日 - 民放局
- 2010年12月22日 - NHK・民放局ともに本免許交付[5]
- 本放送開始
  - 2010年12月24日 - NHK[1][6]
  - 2010年12月27日 - 民放局[1]

## 補足
- NHK・民放局とも当初は御殿場中継局によってカバーされる予定だったが[7]、2010年3月31日にロードマップが変更され[8]、小山須走局の設置が決定された[9]。